# 坎雅拉·奇拉查基特
坎雅拉·奇拉查基特（羅馬化：Kanyarat Jiraratchakit，1976年9月9日—），昵称Tik，是一位泰国华裔女主持人、制作人兼演员。她曾是日本亲善大使及2007年日本旅游局日本国家旅游局泰国游客的代表。代表作有《Yatika》、《水中火》、《一千零一夜》等。2009年之后，她因为不能承受激增的工作量而决定暂时推出电视及电影圈，改做节目制作人及主持人。

## 个人背景
坎雅拉·奇拉查基特出生于1976年9月9日，高中毕业于女王陛下赞助的赛班亚学校。大学修读国际营销专业，毕业于泰国商会大学工商管理学院，获得了学士学位。后于兰甘亨大学继续深造，获得了工商管理硕士。
在出演戏剧《Jak Wong Wong》（泰国民间传奇故事《金鱼》）之前，开始以客串演员身份进入该行业。并出演了古装剧《Yatika》，随后陆续还推出了许多作品，但2009年之后，她决定暂停演艺事业。然后改做自己的旅游节目《Say Hi！》。

## 节目主持
- 《Say Hi！》（泰国第3电视台旅游节目；兼任制作人[3][4]）

## 出版书籍
- 《เซย์ไฮ เจแปน》[5]